# 趙孝嚴
赵孝严，辽朝官员。
咸雍八年（1072年），担任前崇义军节度副使、银青崇禄大夫、检校散骑常侍兼殿中侍御、飞骑尉，为耶律仁先撰写墓志铭。后来担任朝议大夫、行起居郎、充乾文阁待制、史馆修撰、骑都尉、赐紫金鱼袋，奉命撰写《神变加持经义释演密钞引文》，写善无畏将梵经引入中国，僧一行翻译成汉文，辽朝僧人觉苑集科文五卷、钞十卷。大安元年（1085年）十二月，担任中大夫、行起居郎、知制诰、充史馆修撰，奉命为副使出使北宋，庆贺兴龙节。寿隆元年（1095年）六月，以参知政事为汉人行宫都部署。